# Cryophlebia aucklandensis
Cryophlebia aucklandensis är en dagsländeart som först beskrevs av Peters 1971.  Cryophlebia aucklandensis ingår i släktet Cryophlebia och familjen starrdagsländor. Inga underarter finns listade i Catalogue of Life.